# Erioptera (Mesocyphona) bicinctipes
Erioptera (Mesocyphona) bicinctipes is een tweevleugelige uit de familie steltmuggen (Limoniidae). De soort komt voor in het Neotropisch gebied.